# State Parks in Hawaii
Dies ist eine Liste der State Parks im US-Bundesstaat Hawaii.

## Hawaiʻi (Insel)
- Akaka Falls State Park
- Hapuna Beach State Recreation Area
- Kalopa State Recreation Area
- Kealakekua Bay State Historical Park
- Kohala Historical Sites State Monument
- Kona Coast (Kekaha Kai) State Park
- Lapakahi State Historical Park
- Lava Tree State Monument
- MacKenzie State Recreation Area
- Manuka State Wayside
- Mauna Kea State Recreation Area
- Old Kona Airport State Recreation Area
- Wailoa River State Recreation Area
- Wailuku River State Park

## Kauaʻi
- Ahukini State Recreation Pier
- Haʻena State Park
- Kōkeʻe State Park[1]
- Nā Pali Coast State Park
- Polihale State Park
- Russian Fort Elizabeth State Historical Park
- Wailua River State Park
- Waimea Canyon State Park

## Maui
- Halekiʻi-Pihana Heiau State Monument
- ʻĪao Valley State Monument
- Kaumahina State Wayside Park
- Mākena State Park
- Polipoli Spring State Recreation Area
- Puaʻa Kaʻa State Wayside Park
- Waiʻānapanapa State Park
- Wailuā Valley State Wayside Park

## Molokaʻi
- Pālāʻau State Park

## Oʻahu
- Ahupuaʻa O Kahana State Park[2] a.k.a. Kahana Valley State Park
- ʻAiea Bay State Recreation Area
- Diamond Head State Monument
- Hanauma Bay State Underwater Park
- He‘eia State Park
- ‘Iolani Palace State Monument
- Kaʻena Point State Park
- Kaka‘ako Waterfront Park (Kakaʻako)[3]
- Keaīwa Heiau State Recreation Area[4]
- Kewalo Basin
- Kūkaniloko Birthstones State Monument
- La‘ie Point State Wayside
- Makapu‘u Point State Wayside
- Malaekahana State Recreation Area
- Nu‘uanu Pali State Wayside
- Pu‘u o Mahuka Heiau State Monument
- Pu‘u ‘Ualaka‘a State Wayside
- Royal Mausoleum State Monument
- Sacred Falls State Park
- Sand Island State Recreation Area
- Ulu Pō Heiau State Monument
- Wa‘ahila Ridge State Recreation Area
- Wahiawa Freshwater State Recreation Area